# Аббе (місячний кратер)
Кратер Аббе (лат. Abbe) — ударний кратер у південній частині зворотного боку Місяця. Назву присвоєно на честь німецького фізика-оптика, астронома Карла Ернста Аббе (1840—1905) і затверджена Міжнародним астрономічним союзом в 1970 р. Утворення кратера належить до нектарського періоду.

## Опис кратера

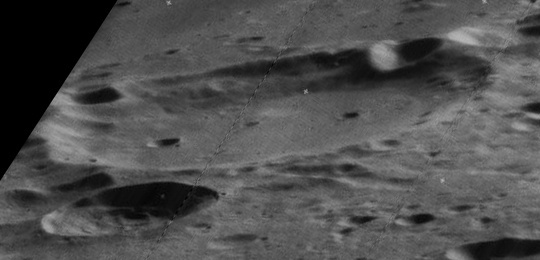
Похилий знімок кратера Аббе із зонда Lunar Orbiter 5

Кратер знаходиться в материковій місцевості. На півночі від кратера розташовуються кратери Гесс і Бойль, на заході кратер Пуанкаре, на південно-сході кратери Харет і Кабанн. Селенографічні координати центру кратера 57°35′ пд. ш. 174°46′ сх. д. / 57.58° пд. ш. 174.77° сх. д., діаметр 64 км, глибина 2,74 км.
Вал кратера зазнав ерозії, північно-західна і південно-західна частини валу перекриті невеликими кратерами. Дно чаші кратера порівняно рівне, на дні кратера знаходяться кілька маленьких кратерів. Найбільша висота валу над навколишньою місцевістю становить 1260 м. На сході від кратера знаходиться глибока долина, що має неофіційну назву «долина Аббе». Об'єм кратера становить приблизно 3800 км³.

## Сателітні кратери

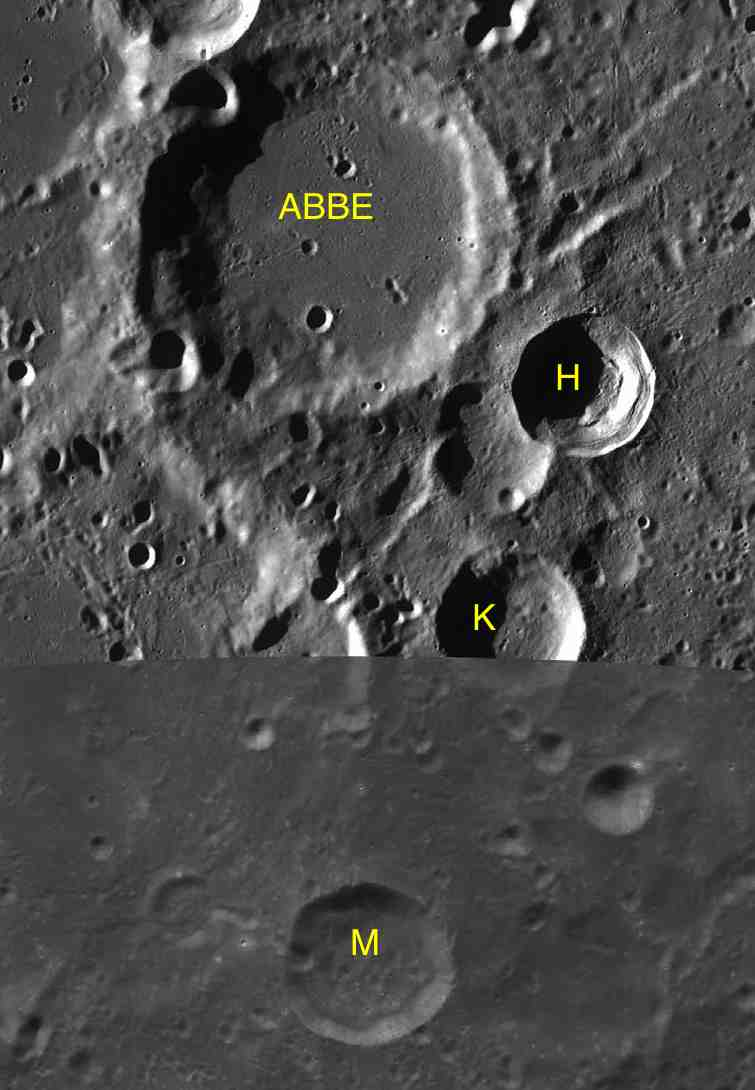
Фрагмент карти LAC-132.

| Аббе | Координати                                                  | Діаметр, км |
| ---- | ----------------------------------------------------------- | ----------- |
| H    | 58°26′ пд. ш. 177°35′ сх. д. / 58.44° пд. ш. 177.58° сх. д. | 25,1        |
| K    | 59°49′ пд. ш. 176°52′ сх. д. / 59.82° пд. ш. 176.86° сх. д. | 26,1        |
| M    | 61°45′ пд. ш. 175°14′ сх. д. / 61.75° пд. ш. 175.24° сх. д. | 28,6        |